# Pero egens
Pero egens là một loài bướm đêm trong họ Geometridae.